# منتخب ساموا للكرة اللينة للرجال
منتخب ساموا للكرة اللينة للرجال هو ممثل ساموا الرسمي في المنافسات الدولية في الكرة اللينة .